# Fère-en-Tardenois
Fère-en-Tardenois är en kommun i departementet Aisne i regionen Hauts-de-France i norra Frankrike. Kommunen ligger  i kantonen Fère-en-Tardenois som ligger i arrondissementet Château-Thierry. År 2022 hade Fère-en-Tardenois 2 881 invånare.

## Befolkningsutveckling
Antalet invånare i kommunen Fère-en-Tardenois
Referens: INSEE